# Dactylocythere falcata
Dactylocythere falcata är en kräftdjursart som först beskrevs av Hobbs och Walton 1961.  Dactylocythere falcata ingår i släktet Dactylocythere och familjen Entocytheridae. Inga underarter finns listade i Catalogue of Life.